# Storia dell'Università degli Studi di Torino
La storia dell'Università degli Studi di Torino risale ai primi anni del XV secolo.

## Nascita e consolidamento
Il primo istituto d'istruzione di alto livello nella città fu la scuola di diritto fondata in età romana dall'imperatore Teodosio I. Il 25 maggio dell'anno 825 l'imperatore Lotario I promulgò il capitolare di Corteolona che costituì le scuole imperiali, dove venivano insegnati il diritto, la retorica e le arti liberali. La scuola venne istituita, oltre a Pavia capitale del Regno d'Italia, anche a Torino, da cui dipendevano anche gli studenti di Alba, Albenga, Vado e Ventimiglia.
La crisi politico-militare dell'area lombarda seguita alla morte improvvisa di Gian Galeazzo Visconti convinse alcuni docenti delle Università di Pavia e Piacenza a proporre a Ludovico di Savoia-Acaia la creazione dello Studium Generale di Torino, in quanto sede vescovile e crocevia della rete di collegamenti tra la Francia, la Liguria e la Lombardia.
La nuova Università nacque ufficialmente nel 1404 con la bolla di Benedetto XIII, papa di Avignone, seguita nel 1412 dal diploma dell'Imperatore Sigismondo, nel 1413 dalla bolla dell'antipapa pisano Giovanni XXIII, probabilmente da un'altra del 1419 del papa di Roma Martino V e da una serie di privilegi papali.
Alla nuova Università furono riconosciuti corsi di dottorato in teologia, diritto canonico, diritto civile, medicina e arti liberali con l'autorizzazione a conferire i gradi accademici sia di licentia sia di doctoratus, che più tardi divennero un titolo unico con la laurea. La funzione di proclamare i nuovi dottori competeva al vescovo, cancelliere dello Studio.
I primi anni di attività furono travagliati: l'Università fu trasferita a Chieri fra il 1427 ed il 1434 ed a Savigliano dal 1434 al 1436, quando Ludovico di Savoia, successore di Amedeo VIII, stabilì nuovi ordinamenti volti al controllo dell'Università da parte del governo sabaudo. Le patenti ducali del 6 ottobre 1436 stabilivano tre facoltà (arti e medicina, leggi, teologia) e venticinque letture o cattedre.
Dal 1443, fino all'inaugurazione del palazzo di via Po nel 1720, l'Università ebbe sede nel modesto edificio acquistato e ristrutturato appositamente dal Comune all'angolo tra via Dora Grossa, l'attuale via Garibaldi, e via dello Studio (poi via San Francesco d'Assisi).
Nei primi secoli l'Università non riuscì a competere con le principali Università italiane né per numero di studenti né per fama di docenti, tuttavia lo Studium era vitale, come dimostra la laurea in teologia conseguita nel 1506 a Erasmo da Rotterdam, durante il suo soggiorno a Torino. Nel 1536, con l'occupazione francese del ducato, venne chiuso perché focolaio di tumulti. Dopo alcuni tentativi di riapertura, l'Università riprese la sua attività provvisoriamente nel 1558, a Mondovì, e definitivamente solo nel 1566, quando alla città di Torino fu concesso il diritto esclusivo di esserne la sede.
A Emanuele Filiberto di Savoia si deve la revisione dell'ordinamento istituzionale sul modello dell'Università di Bologna, che rimase pressoché invariato fino all'inizio del XVIII secolo.
Un lungo periodo di crisi si ebbe intorno alla metà del XVII secolo, a causa di peste, carestie e continue guerre. In quel momento i corsi si tennero irregolarmente, con numerose interruzioni, e il numero delle cattedre venne ridotto.

## Illuminismo e restaurazione
Nel XVIII secolo l'Università riprese vigore con la riforma di Vittorio Amedeo II, volta a formare una classe dirigente fedele e capace di affiancarlo nel processo di modernizzazione del Paese. L'apertura della nuova sede nel prestigioso palazzo di via Po, vicinissimo a piazza Castello, alle sedi del potere e delle altre istituzioni formative della città, coincise con quella dell'anno accademico 1720/21, il primo basato sulla riforma.
Con la riforma del 1721 fu aperto il Collegio delle Province, che avrebbe ospitato a totale carico dello Stato cento studenti di modeste condizioni sociali. Intorno agli anni trenta fu aperta anche una cattedra di eloquenza italiana accanto a quella latina, che incise notevolmente sui modelli culturali linguistici del Ducato. In questo periodo lo Studio piemontese divenne il modello di riferimento per le riforme universitarie a Parma, Modena, Cagliari e Sassari.
Le Costituzioni universitarie del 1772, redatte da Vittorio Amedeo Didier, sotto Carlo Emanuele III furono invece improntate a un modello di università chiuso, lontano dalla pedagogia dei Lumi: ad esempio si proibiva ai docenti di pubblicare all'estero senza un permesso delle autorità.
Nell'ultima parte del XVIII secolo l'Università perse prestigio a causa delle difficoltà dello Stato: nel 1791 la rivolta degli studenti universitari coinvolse ampi strati popolari della città, tra i quali gli artigiani, che infine, sentendosi traditi dagli studenti, assalirono il Collegio delle Province provocando morti e feriti (marzo 1792).

Nell'autunno del 1792, con la guerra alla Francia rivoluzionaria, l'Università e il Collegio delle Province furono chiusi. L'Università fu riaperta definitivamente solo nel 1800, dal secondo governo provvisorio piemontese, con il nome di "Università Nazionale". Il nuovo assetto, fondato in gran parte sulle costituzioni del 1772, sostituiva le facoltà con otto "scuole speciali" che ne riproducevano lo schema: chimica ed economia rurale, chirurgia, disegno e belle arti, legislazione, medicina, scienze fisiche e matematiche, letteratura, veterinaria. Nel dicembre 1802 le scuole speciali furono ridotte a cinque con l'abolizione di letteratura e l'unificazione di medicina e chirurgia; inoltre, nonostante le proteste, numerose cattedre furono soppresse per ragioni economiche.
Nel 1805 fu introdotto anche in Piemonte l'ordinamento universitario napoleonico, con il quale a capo di ogni Università veniva posto un rettore, affiancato da un consiglio di amministrazione, dal quale dipendevano non solo l'ateneo, ma tutte le scuole e i collegi del dipartimento. Nell'Università di Torino le facoltà furono riorganizzate per l'ennesima volta passando da cinque a otto (medicina, veterinaria, scienze, matematica, diritto, lingua e antichità, disegno, musica): per dimensione, insegnamenti attivati, numero di docenti e studenti, l'Università piemontese era la più grande dell'Impero, subito dopo quella di Parigi.
Dopo la caduta dell'Impero napoleonico, Vittorio Emanuele I ripristinò la legislazione dell'antico regime sabaudo, cioè le costituzioni del 1772 e il regolamento del 1772.

I provvedimenti più importanti negli anni successivi furono la creazione di una cattedra di economia politica presso la facoltà di legge (1817) e l'apertura, alla Venaria, di una scuola di veterinaria (1817-1818). La nuova procedura di nomina del rettore, approvata nel 1819, rifletteva le tendenze autoritarie dell'epoca: gli studenti perdevano l'antico diritto di partecipare alla designazione, lasciata ai docenti delle singole facoltà, ognuna delle quali proponeva un professore, e il sovrano sceglieva in questa rosa.
Nel marzo 1821 il movimento insurrezionale si sviluppò anche in Piemonte, con la partecipazione di numerosi universitari. Al termine dei moti il Collegio delle Province fu chiuso e l'Università, in seguito, fu riaperta solo in parte. Per evitare l'assembramento dei giovani nella capitale e la diffusione delle idee liberali si stabilì che, ad eccezione degli studenti residenti a Torino, Pinerolo e Susa, quelli fuori sede continuassero gli studi nelle località di residenza. Gli insegnanti dovevano recarsi periodicamente nei capoluoghi delle varie province per controllare l'andamento degli studi e svolgere gli esami di profitto. Furono impartite norme severissime per la sorveglianza sulla condotta morale degli studenti e sulla loro partecipazione alle pratiche religiose (1822). Dal 1823, per la nomina del rettore furono adottati provvedimenti ancora più restrittivi di quelli emanati da Vittorio Emanuele I, escludendo anche l'ingerenza dei docenti: il presidente del magistrato indicava una rosa di cinque candidati da lui scelti fra i professori ufficiali delle cinque facoltà (chirurgia, legge, lettere, medicina, scienze e teologia) e al re spettava la decisione definitiva.

## Riforme del periodo albertino
L'apertura verso il liberalismo moderato e la visione internazionale di Carlo Alberto ebbero positivi effetti anche sull'Università: il periodo albertino è caratterizzato dallo sviluppo di alcuni istituti, dalla creazione di nuovi e dalla presenza di docenti di prestigio. Nel 1832 fu chiamato a insegnare fisica sublime il francese Augustin Cauchy, scienziato di fama internazionale, e alla cattedra di eloquenza italiana il dalmata Pier Alessandro Paravia. Sempre nel 1832 fu creato l'"Istituto di Medicina Legale"; nel 1837 fu introdotta la specializzazione in ostetricia e fu costruito, all'ospedale San Giovanni Battista, un grande museo anatomico dove fu traslocato il materiale di anatomia normale già esistente presso l'Università e quello raccolto nel museo di anatomia patologica. Nel 1842 fu riaperto il Collegio delle Province; si permise progressivamente agli studenti di tornare a frequentare i corsi e l'organizzazione degli insegnamenti fu migliorata e ampliata. Nacquero una scuola superiore di metodo, una cattedra di storia militare d'Italia (1846), divenuta poi cattedra di storia moderna (per storia moderna si intendeva la storia medievale), che fu assegnata allo storico Ercole Ricotti. In quello stesso anno, a ricoprire la ripristinata cattedra di economia politica, abolita ai tempi di Carlo Felice, fu chiamato da Napoli Antonio Scialoja.
Nel 1844 le facoltà di medicina e di chirurgia furono nuovamente riunite e riformate: tra le altre innovazioni, fu elevata la durata degli studi a sei anni, e fu regolamentata con precisione la dissertazione di laurea. Nel 1850 un nuovo regolamento diede più spazio alla clinica e alla pratica negli ospedali torinesi, e introdusse alcuni insegnamenti che formarono la base della futura facoltà di farmacia. La facoltà di teologia che, per il crollo degli iscritti e per l'aumento delle tensioni fra Stato e Chiesa, si stava rapidamente svuotando, fu riformata nel 1845 per frenare il potere dell'arcivescovo.
Nel triennio 1846-48 si provvide, tra forti contrasti e resistenze, a riformare la facoltà di scienze e lettere che il 9 ottobre 1848 cessò di esistere. Al suo posto furono create due facoltà separate, di "belle lettere e filosofia" e di "scienze fisiche e matematiche". La facoltà di scienze, con la presenza di studiosi che assicuravano un'alta qualità dell'insegnamento, Avogadro, Bidone, Plana, Giulio, De Filippi, Sobrero, Menabrea, fu organizzata in quattro corsi di laurea quadriennali: di matematica e ingegneria idraulica (il primo nucleo del futuro Politecnico), di architettura civile e, per l'insegnamento nelle scuole secondarie, di fisica e geometria, e di storia naturale. Nel 1856 si aggiungerà un quinto corso di laurea, in chimica.

## Periodo del positivismo
Con lo spostamento della capitale da Torino a Firenze, nel 1864, si concluse per l'Università di Torino un periodo che aveva visto partecipare alla vita dell'ateneo molti immigrati di prestigio: intellettuali ed esuli, giornalisti e politici. La città perse molti intellettuali chiamati a compiti governativi o di direzione statale, con un impoverimento del corpo docente, ma anche di tutto l'ambiente che gravitava intorno alla corte sabauda: la popolazione scese da 220.000 a meno di 190.000 abitanti.

A questa grave crisi della città, l'università seppe reagire brillantemente, ponendo le basi per divenire uno dei centri italiani culturalmente più avanzati di fine secolo, uno dei punti di riferimento del positivismo italiano. Le Facoltà erano cinque: teologia, legge, medicina e chirurgia, scienze fisiche, matematiche e naturali, lettere e filosofia, affiancate dalla scuola di farmacia. La rinascita dell'ateneo torinese partì dalle facoltà scientifiche, che fondarono nuovi laboratori e istituti: tra gli altri, nel 1873 Giulio Bizzozero fondò il laboratorio di patologia generale e introdusse l'uso del microscopio per lo studio delle piastrine del sangue, nel 1876 Cesare Lombroso fondò l'istituto di medicina legale. Nel 1864, a Torino, lo zoologo Filippo De Filippi introdusse per la prima volta in Italia il darwinismo, e il suo successore Michele Lessona diventò uno strenuo assertore delle teorie evoluzionistiche.
Nuove strutture si affiancarono all'università: l'"Istituto superiore di guerra" (1867), la biblioteca civica, aperta al pubblico nel 1869, la "Scuola di paleografia, diplomatica e dottrina archivistica" (1872) presso l'archivio di Stato, la facoltà teologica, che, soppressa nell'ateneo nel 1872, fu rifondata presso il seminario metropolitano.
Nel 1878-79 iniziò la sua attività il laboratorio d'igiene, costituito da Luigi Pagliani che nel 1881 ebbe la prima cattedra della materia in Italia e fu all'origine delle strategie della sanità pubblica in Italia; mentre le scoperte di Edoardo Bellarmino Perroncito, primo titolare in Italia di una cattedra in parassitologia (1879), salvarono la vita a migliaia di minatori in tutta Europa; nel 1884 venne a Torino Carlo Forlanini, illustre fisiologo, e sperimentò il primo pneumotorace artificiale. Da questa stessa scuola medica, rimasta sempre molto attiva, uscirono in tempi più recenti i premi Nobel Salvador E. Luria, Renato Dulbecco e Rita Levi-Montalcini.

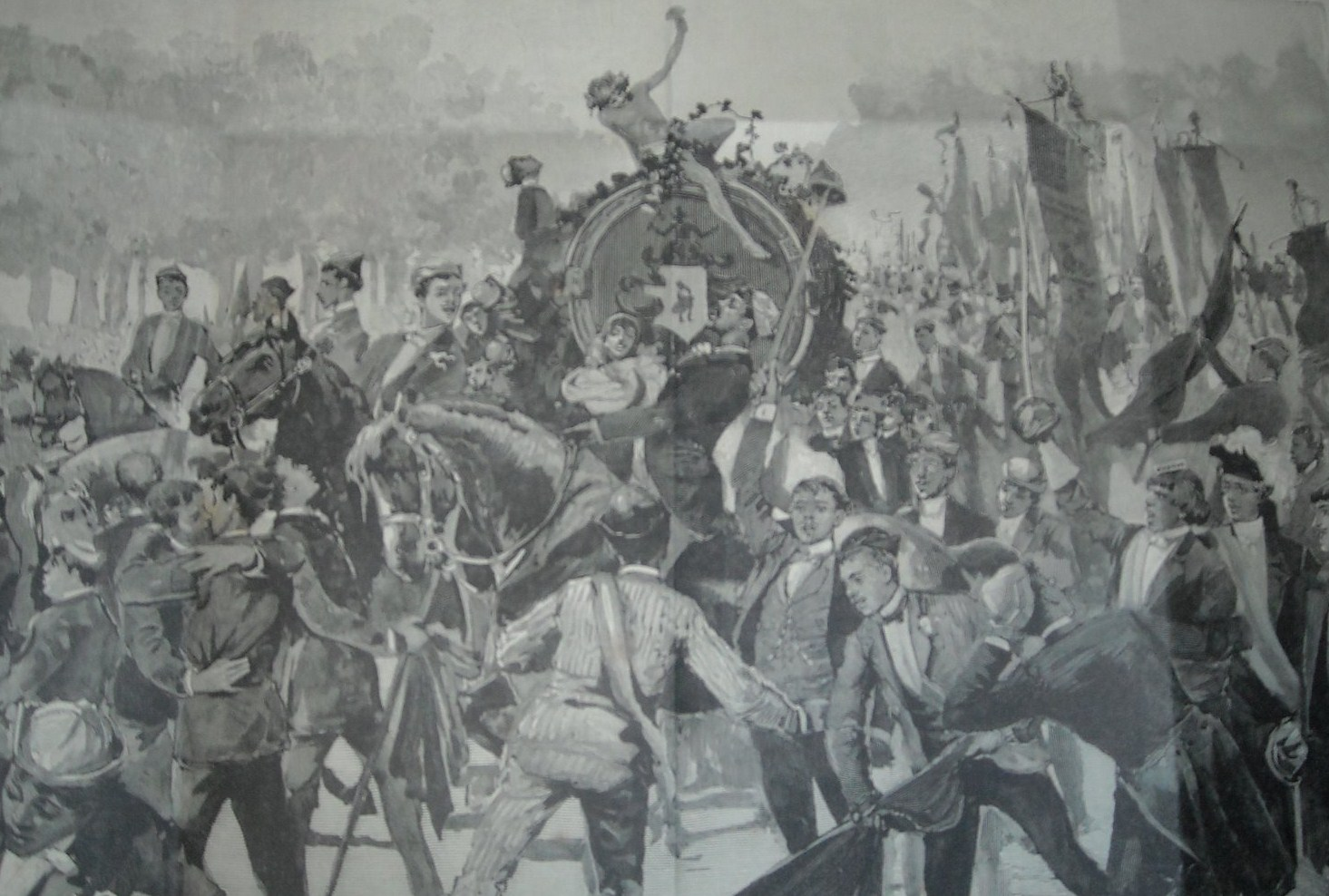
1888: studenti torinesi al Congresso Nazionale ed Internazionale degli Studenti Universitari di Bologna recano in dono un biroccio ai loro colleghi bolognesi

Nel 1883 fu fondata la "Biblioteca speciale matematica", prima non autonoma; nel 1886 apparve il "Bollettino dei musei di zoologia e di anatomia comparata"; l'anno successivo l'"Orto ed istituto botanico" iniziò una raccolta sistematica di tutte le piante presenti in Piemonte. Nel 1882 nacque con la dizione di "Istituto di esercitazioni nelle scienze giuridico-politiche" il futuro "Istituto giuridico", e nel 1884 iniziò Il "Digesto italiano - Enciclopedia metodica e alfabetica di legislazione, dottrina e giurisprudenza", presso la UTET. Nel 1893 fu fondato il Laboratorio di Economia Politica, annesso all'università e al museo industriale.
Anche nella facoltà di lettere e filosofia furono fondati istituti importanti, quello di storia dell'arte medioevale e moderna (1907) e di archeologia (1908). Il 1º ottobre 1906 iniziò i suoi corsi la "Regia Scuola Superiore di Studi Applicati al Commercio", primo nucleo della futura facoltà di economia e commercio.
Da una costola dell'università si costituirà all'inizio del Novecento il primo nucleo del Politecnico, su iniziativa di Galileo Ferraris.
Il clima positivista coinvolse anche le facoltà umanistiche. Nel 1876 arrivò a Torino Arturo Graf, quale incaricato di storia comparata delle letterature neolatine, e l'anno successivo la sua prolusione ebbe il significativo titolo "Di una trattazione scientifica nella storia letteraria". Pensatore, critico, storico e soprattutto poeta, fu maestro di personalità come Pastonchi, Bontempelli, Augusto Monti, Gustavo Balsamo Crivelli, Arturo Foà, Luigi Foscolo Benedetto, Guido Gozzano.
Nacquero alcune riviste di grande interesse, collegate con l'ateneo, in stretto rapporto con i principali centri della cultura europea: le più importanti furono "La Rivista di Filosofia Scientifica" diretta da Morselli e uscita a Torino dal 1881 al 1891 e l'Archivio di Psichiatria, Scienze Penali ed Antropologia Criminale fondata nel 1880 da Cesare Lombroso. Il "Giornale Storico della Letteratura Italiana", fondato nel 1883, è il principale organo di quella che sarà denominata scuola storica, che pone programmaticamente al centro del suo interesse " la conoscenza dei fatti", con una accentuata attenzione per la storiografia. Sempre figlia dell'ateneo è la "Rivista Storica Italiana" che Rinaudo inizia a pubblicare nel 1884. La biblioteca della facoltà di lettere e filosofia nacque nel 1877.
Gli anni della fine del secolo furono molto intensi: nel 1889 furono affidati all'università i corpi di reato giacenti nelle Cancellerie di Torino, primo nucleo del museo psichiatrico e criminologico diretto da Lombroso e dal 1892 punto di riferimento di alcuni grandi stabilimenti penali, tra cui Regina Coeli. Nel 1894 fu avviato l'Istituto Angelo Mosso, un osservatorio per indagini meteorologiche e di fisica terrestre, sul Monte Rosa, il più alto del mondo.  Nel 1907, con il concorso di molte università straniere, fu inaugurato al Col d'Olen, a quasi 3000 metri d'altitudine, un laboratorio di biologia e fisiologia alpina. Ancora nel 1895 fu fondata la "Società Storica Subalpina", ad opera di Gabotto, e nel 1897 fu fondata la  "Rivista Italiana di Sociologia", espressione della scuola sociologica torinese, che faceva capo a Giuseppe Carle.
Negli ultimi anni del secolo furono trasferiti in nuovi edifici al Valentino, gli istituti di fisica, chimica, farmacologia, fisiologia, patologia generale, anatomia umana normale, anatomia patologica e medicina legale. La loro attività, nelle nuove sedi, produsse notevoli passi avanti sia nell'organizzazione didattica sia in quella scientifica. Ad esempio, nel 1905 fu istituita la prima cattedra italiana di psicologia per Friedrich Kiesow e nel 1899 fu costruita una stazione sismica nel vecchio osservatorio astronomico, che nel 1912 fu trasferito a Pino Torinese.

## Fascismo
La riforma Gentile, varata nella prima metà del 1923, riconobbe 21 università e inserì quella di Torino tra le 10 a carico dello stato. Nello stesso anno nacque l'"Istituto Superiore di Magistero", aggiuntosi alla prestigiosa "Regia Scuola di Medicina Veterinaria" che risaliva al 1851 (diventerà facoltà nel 1934) e a quelle di agraria e di commercio, approvate l'anno seguente.
Durante il ventennio fascista non mancarono manifestazioni di adesione al regime, ma nel complesso l'università cercò di mantenere la massima autonomia didattico-scientifica. Infatti, quando il regio decreto del 28 agosto 1931 stabilì che i docenti avrebbero dovuto giurare di essere fedeli non solo alla monarchia, ma anche al regime fascista, in tutta Italia solo 12 insegnanti su oltre milleduecento rifiutarono di prestare il giuramento di fedeltà al Fascismo perdendo così la cattedra. Tre di questi erano membri del corpo insegnante dell'Università di Torino: Mario Carrara, Francesco Ruffini e Lionello Venturi.
L'università di Torino mantenne un'impronta culturale caratteristica, fatta di rigore e di indipendenza negli studi, di spirito di servizio e di apertura alla cultura europea. Nell'ultimo secolo la facoltà di lettere ebbe insegnanti come Luigi Pareyson, Nicola Abbagnano, Massimo Mila, Lionello Venturi. A giurisprudenza insegnarono Luigi Einaudi e Norberto Bobbio. Molti tra i protagonisti della vita politica italiana del Novecento si formarono all'università di Torino, come Gramsci e Gobetti, Togliatti e Bontempelli.

## Secondo dopoguerra
Nel novembre del 1945, nella relazione con cui il rettore Mario Allara inaugurava l'anno accademico, erano già presenti i problemi che avrebbero gravato sull'ateneo per molti anni: quello edilizio, del personale docente e non docente e degli studenti. Il rettore, rilevati i gravi danni subiti per i bombardamenti, tracciò un ambizioso piano edilizio di ricostruzione e ampliamento che fu attuato solo parzialmente e in tempi differenti (prevedeva tra l'altro la costruzione di un nuovo edificio per le facoltà umanistiche, realizzata solo nel 1966). Solo nel 1952-53 lo stesso rettore, inaugurando la restaurata sede centrale di via Po, poté affermare che la fase della ricostruzione era terminata. Rimaneva da completare quella della costruzione, e nella relazione dell'anno accademico 1966-67 egli presentò i dati definitivi dell'avanzata fase di costruzione di numerosi istituti e cliniche e del "Palazzo delle Facoltà umanistiche" (più noto anche oggi come "Palazzo Nuovo") che, paradossalmente, si rivelò subito del tutto inadeguato alle cresciute necessità di spazio e di aule. L'ultima relazione di Allara, nel 1968, conteneva un rinnovato piano edilizio con la nuova sede della facoltà di economia, e degli istituti e musei di scienze naturali e dell'istituto di fisica. Le facoltà erano ancora 9 e i corsi di laurea 23; le scuole di specializzazione e di perfezionamento 39 e non più limitate a medicina; gli studenti in corso erano divenuti quindicimila, e i fuori corso cinquemila. Altri settecento erano iscritti alle scuole di specializzazione e ai corsi di perfezionamento.
Nel 1969 fu istituita la nuova facoltà di scienze politiche, che in precedenza costituiva un corso di laurea della facoltà di giurisprudenza.
Negli anni settanta aumentarono sensibilmente sia gli studenti sia il corpo docente, mentre nel decennio successivo gli studenti continuarono ad aumentare ma diminuì il personale docente e non docente. Durante il rettorato di Giorgio Cavallo (1975 - 1984) furono istituiti i dipartimenti e l'amministrazione diede vita al cosiddetto "piano delle permute" stipulato fra università, comune, provincia e demanio, che prevedeva la cessione all'università di un certo numero di edifici storici. Il rettore Mario Dianzani, eletto nel 1984, si dedicò a governare la trasformazione dell'ateneo in una nuova università di massa e a tentare di recuperare i ritardi accumulati su questione edilizia e problemi del personale. Nello stesso tempo, Dianzani tentò di accrescere l'importanza dell'Università nel campo scientifico e culturale, anche promuovendo i rapporti con altri centri di ricerca nazionali e internazionali. Per rispondere all'eccezionale incremento delle iscrizioni all'Università, cresciute di oltre il 50% nel periodo dei rettorati Dianzani fino a superare le 70.000 nella sola sede di Torino, nel 1987 il Rettore pose le basi per la creazione di un altro Ateneo, autonomo, a partire da quello di Torino: si trattava dell'Università degli Studi del Piemonte Orientale "Amedeo Avogadro".

## XXI secolo
L'università degli Studi di Torino è uno degli atenei italiani di grandi dimensioni. Il rettorato Bertolino ha visto la trasformazione dell'offerta formativa legata alla riforma del sistema universitario nazionale (l'istituzione delle lauree brevi e delle lauree specialistiche) ed il potenziamento delle strutture. Nella nuova sede di Grugliasco sono state trasferite le facoltà di medicina veterinaria e di agraria. Altre strutture sono in corso di realizzazione in varie aree della città e dei comuni della cintura.
In campo internazionale l'università continua le collaborazioni con altri atenei, con le agenzie dell'Organizzazione delle Nazioni Unite e con i Paesi in via di sviluppo. Sono attivi corsi internazionali, quali l'"International Trade Law Course", il "Master in Management of Development", il "Master of Laws in Intellectual Property" e il corso di specializzazione in scienze internazionali e diplomatiche. Le facoltà di scienze politiche e giurisprudenza hanno creato corsi triennali e master in cooperazione allo sviluppo e in peacekeeping.
Tra il 1998 e il 2000 è stata costituita l'Università italo-francese, per favorire la collaborazione tra Francia e Italia sul piano dell'insegnamento universitario, della ricerca scientifica e della cultura in genere.
Prima del nuovo millennio le sedi distaccate di Alessandria, Novara e Vercelli si erano separate dall'Università degli Studi di Torino, costituendo l'indipendente Università degli Studi del Piemonte Orientale Amedeo Avogadro.
Nel 2004 ha festeggiato i seicento anni di storia con una serie di convegni, mostre, concerti, lauree honoris causa e pubblicazioni.
Il 22 settembre 2012 è stato inaugurato il Campus Luigi Einaudi (CLE), nuovo polo accademico con funzione di sede unica per i corsi di studio nell'àmbito delle Scienze giuridiche, politiche ed economico-sociali e architettonicamente ritenuto tra i 10 edifici universitari più belli del mondo.
Nel 2016 l'Università torinese figura - secondo la classifica THE - tra le 200 Best universities in Europe (fascia 151-160). Nel 2017 si conferma tra i migliori 300 atenei del mondo nella prestigiosa graduatoria accademica ARWU (terzo tra quelli in Italia), mentre ben 23 dipartimenti dell'ateneo su un totale di 27 sono annoverati nella lista dei 350 migliori dipartimenti universitari italiani.
Nel 2018 il ministero ha assegnato all'ateneo torinese un finanziamento quinquennale di 81,5 milioni di euro, selezionando 10 dipartimenti sui 15 richiedenti sulla base della qualità del progetto allegato e dei lavori di ricerca. Nello stesso anno la Times Higher Education ha classificato il dipartimento torinese di Giurisprudenza al 151º posto mondiale e al terzo in Italia.
Dal 2020 l'Università di Torino aderisce al consorzio internazionale UNITA – Universitas Montium, del quale è coordinatrice.
L'attuale rettore dell'Università è Cristina Prandi, eletta dal 2025.